# Shrigley Hall
Shrigley Hall est une ancienne maison de campagne située au nord-ouest du village de Pott Shrigley, Cheshire, Angleterre. Elle est utilisée comme école, lorsqu'une chapelle est ajoutée, et plus tard comme hôtel et country club exploité par The Hotel Collection.

## Histoire
La maison est construite vers 1825 pour William Turner, propriétaire d'un moulin à Blackburn et député. L'architecte est Thomas Emmet senior de Preston. Au cours du XXe siècle, le bâtiment est utilisé comme école par l'institut religieux des Salésiens de Don Bosco  qui, en 1936, ajoutent une chapelle au sud de la maison, la dédiant à Saint Jean Bosco. Elle est conçue par l'architecte Arts and Crafts Philip Tilden . Un grenier est ajouté à la maison au milieu du XXe siècle. En 1989, la maison et l'église sont transformées en hôtel et country club.

## Architecture

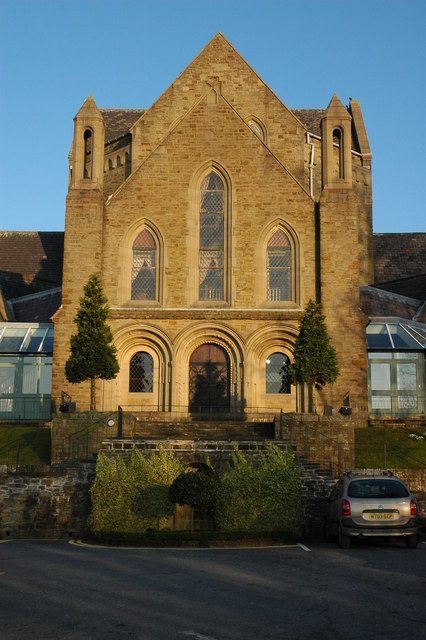
La chapelle date de 1936

### Maison
Elle est conçue dans le style Regency et construite en grès brun pierre de taille avec des toits en ardoise. La maison a deux étages et un grenier, avec une façade d'entrée symétrique de onze travées. Les trois baies centrales et les baies à chaque extrémité font légèrement saillie vers l'avant. Au centre, cinq marches mènent à un portique à quatre colonnes ioniques supportant un fronton à frise lisse. Au fronton se trouve un médaillon contenant un lion et une croix. Les fenêtres sont à guillotines, celles des travées d'extrémité à trois lumières ; ailleurs, ils ont des lumières simples. Le portail présente une architrave courbe surmontée d'un imposte rectangulaire. A l'arrière de la maison se trouvent deux ailes en moellons, celle de gauche à trois étages et celle de droite à deux étages. À l'origine, le hall d'entrée était ouvert intérieurement sur un dôme et une lucarne, et il contenait un escalier impérial. L'escalier est enlevé et un plancher est ensuite inséré. L'intérieur contient "de bons plâtres néoclassiques" . La maison est inscrite sur la liste du patrimoine national de l'Angleterre en catégorie II*.

### Chapelle
Elle est construite en moellons de grès avec un toit en ardoise. Son plan se compose d'une nef octogonale avec un transept à chaque point cardinal, et d'un chœur. Rayonnant vers l'extérieur entre les transepts se trouvent de petites chapelles. Le rez-de-chaussée comprend des éléments romans, notamment des arcs en plein cintre, et au-dessus d'eux, il y a des fenêtres à lancette. Au-dessus de la nef se trouve une voûte en forme de dôme. La chapelle contient des sedilia à tête ronde appariées de chaque côté . L'architecte a peint le chemin de croix et le retable, mais avec la transformation du bâtiment en hôtel, les aménagements sont supprimés. La chapelle est classée en Grade II.